# Géri
Géri är en ort i Cypern.   Den ligger i distriktet Eparchía Lefkosías, i den östra delen av landet, 9 km sydost om huvudstaden Nicosia. Géri ligger 178 meter över havet och antalet invånare är 7 639. Den ligger på ön Cypern.
Terrängen runt Géri är platt. Trakten runt Géri är ganska tätbefolkad, med 65 invånare per kvadratkilometer. Närmaste större samhälle är Nicosia, 9,2 km nordväst om Géri. Trakten runt Géri är i huvudsak ett öppet busklandskap.